# Famille von Hammerstein
 (septembre 2024).
Pour les articles homonymes, voir Hammerstein (homonymie).
La famille von Hammerstein est une famille de la noblesse allemande remontant au XIe siècle. Les barons von Hammerstein sont divisés depuis le XVIIIe siècle en trois branches, les Hammerstein-Equord, les Hammerstein-Gesmold et les Hammerstein-Loxten.

## Histoire
La famille Hammerstein affirme remonter à Otton von Hammerstein (975-1036) du temps de l'empereur Conrad II. Otton se nomma selon son château fort de Hammerstein se situant sur un rocher surplombant le Rhin. Plus tard, les barons de Hammerstein eurent leur domaine seigneurial dans une vallée près de la localité de Wülfrath pour y contrôler les passages, avant de s’installer dans un fort à Sonnborn, dominant la Wupper. Ils y possédèrent alors un domaine (le domaine d'Hammerstein) avec un château qui est reconstruit plusieurs fois entre le XVe siècle et le XIXe siècle. Il est vendu par les Hammerstein après la guerre de Trente Ans et acheté par un industriel au XIXe siècle qui construit à la place une grande demeure néoclassique, nommée la villa Hammerstein.
Un membre de la famille acquiert les terres de Wolfsoege, appelées depuis Hammersteinsoege dans le duché de Berg, près de Hückeswagen (aujourd'hui dans le district de Cologne) et y construit un château.
Georg Christoph von Hammerstein, maréchal de la cour du prince-évêque d'Osnabrück, Ernest-Auguste de Hanovre (1629-1698), achète en 1662 le petit château de Scheventorf (de) et ses terres, ainsi que le château voisin de Schleppenburg. Ils sont échangés en 1664 par Ernest-Auguste qui voulait agrandir ses domaines de l'Iburg, contre le château de Gesmold (faisant partie aujourd'hui de la municipalité de Melle). Ce château appartient toujours à la famille aujourd'hui.

## Armes

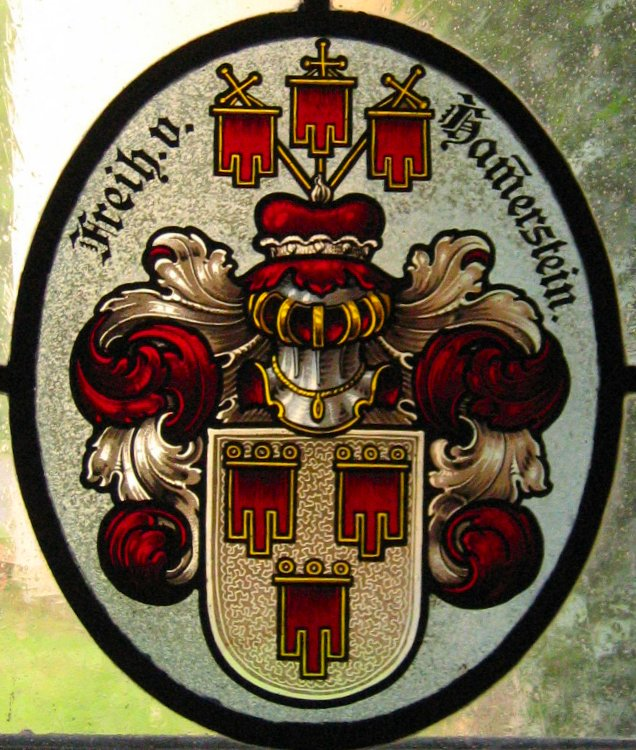
Armes des Hammerstein

## Personnalités

### Branche Equord

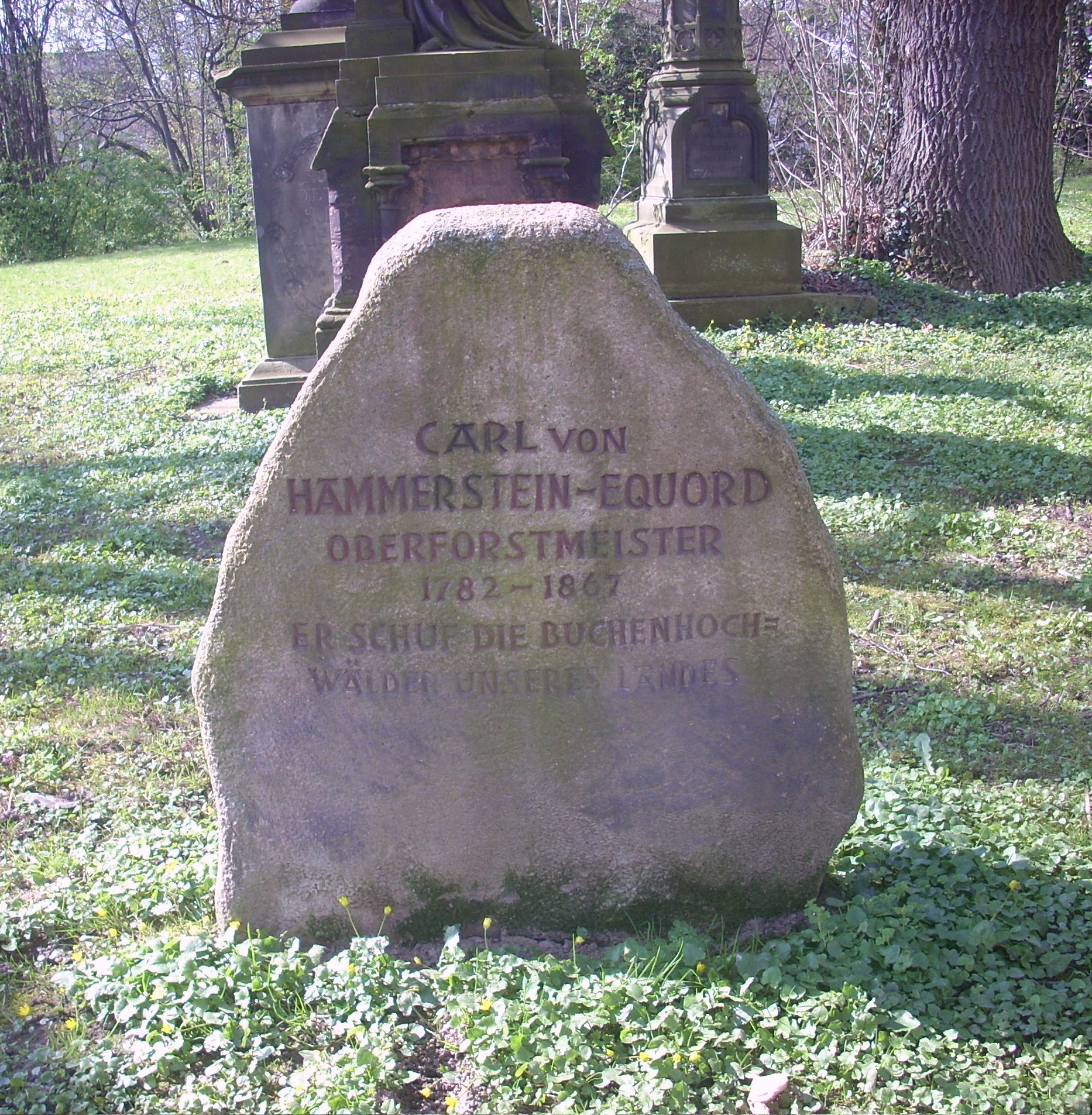
Tombe du baron Carl von Hammerstein à Hildesheim

- Hans Adam von Hammerstein (1571-1653), ancêtre référencé des Hammerstein, chambellan de Simon VI de Lippe-Detmold. Il épouse en 1609 Catherine von Salder zu Equord et fonde ainsi la lignée des Hammerstein-Equord
- Hans Georg von Hammerstein-Equord (de) (1771-1841), général de l'armée du royaume de Westphalie
- William Friedrich von Hammerstein (de) (1785-1861), frère du précédent, général westphalien puis autrichien
- Carl von Hammerstein-Equord (1782-1867), frère du précédent, grand-intendant des domaines du royaume de Hanovre
- Günther von Hammerstein-Equord (de) (1877-1965), général allemand
- Kurt von Hammerstein (1878-1943), général allemand
- Hans von Hammerstein-Equord (de) (1881-1947), écrivain et ministre de la justice d'Autriche
- Kunrat von Hammerstein (1918-2007), fils du général Kurt von Hammerstein, lieutenant-colonel opposant à Hitler
- Franz von Hammerstein (1921), pasteur luthérien-évangélique, frère du précédent
- Ludwig von Hammerstein (1922-1996), journaliste allemand, frère du précédent

### Branche Gesmold
Cette branche est issue de Ludwig von Hammerstein (1702-1796)
- Ludwig von Hammerstein (1832-1905), apologète jésuite
- Hans von Hammerstein-Gesmold (de) (1867-1933), général d'infanterie
- Wilhelm Joachim von Hammerstein (1838-1904), membre du parti conservateur allemand et rédacteur en chef du Kreuzzeitung

### Branche Loxten
Cette branche est issue de Christian Günther von Hammerstein (1649-1692), seigneur de Loxten, à côté de Nortrup (aujourd'hui dans l'arrondissement d'Osnabrück)
- Friedrich Christoph von Hammerstein (1679-1740), conseiller de la principauté épiscopale d'Osnabrück
- Hans Günther Karl von Hammerstein (de) (1730-1795), général de l'électorat de Hanovre
- Rudolf von Hammerstein (de) (1735-1811), général de l'électorat de Hanovre
- Wilhelm von Hammerstein (de) (1808-1872), ministre-président du royaume de Hanovre
- Ernst von Hammerstein-Loxten (1827-1904), homme politique de Hanovre, puis ministre de l'agriculture du royaume de Prusse
- Ludwig von Hammerstein-Loxten (1839-1927), général prussien
- Hans von Hammerstein-Loxten (1843-1905), haut fonctionnaire impérial puis ministre de l'Intérieur de Prusse.